# Bomolocha baltimoralis
Bomolocha baltimoralis là một loài bướm đêm trong họ Noctuidae.